# Бікенський сільський округ
Біке́нський сільський округ (каз. Бике ауылдық округі, рос. Бикенский сельский округ) — адміністративна одиниця у складі Мамлютського району Північноказахстанської області Казахстану. Адміністративний центр — село Біке.
Населення — 381 особа (2021; 729 у 2009, 1286 у 1999, 1942 у 1989).
Станом на 1989 рік існувала Ленінська сільська рада (села Дачне, Леніно, Октябр). 2021 року Ленінський сільський округ отримав сучасну назву.

## Склад
До складу округу входять такі населені пункти:
| Населений пункт | Старі назви | Населення, осіб (1989) | Населення, осіб (1999) | Населення, осіб (2009) | Населення, осіб (2021) |
| --------------- | ----------- | ---------------------- | ---------------------- | ---------------------- | ---------------------- |
| Біке, село      | Леніно      | 1219                   | 895                    | 553                    | 326                    |
| Дачне, село     | -           | 444                    | 149                    | 90                     | 30                     |
| Октябр, село    | Коксау      | 279                    | 242                    | 86                     | 25                     |